# Gerbillus andersoni
Gerbillus andersoni је врста глодара из породице мишева.

## Распрострањење
Ареал врсте је ограничен на мањи број држава. Врста има станиште у Египту, Либији, Тунису, Израелу и Јордану.

## Станиште
Станишта врсте су екосистеми ниских трава и шумски екосистеми и пустиње.

## Угроженост
Ова врста није угрожена, и наведена је као последња брига јер има широко распрострањење.